# Досектантский буддизм
Термин «досектантский буддизм» (англ. pre-sectarian Buddhism) используется некоторыми учёными для обозначения буддизма, который существовал до появления различных школ (или сект) буддизма. Другие термины, которые используются для обозначения первого периода развития буддизма: «ранний буддизм», «первоначальный буддизм» и «буддизм самого Будды». Некоторые японские учёные (такие, как Накамура и Хиракава) используют термин «ранний буддизм» для первого периода буддизма, а последующий период развития ранних буддийских обозначают как «сектантский буддизм».
Досектантский буддизм — буддизм в период между первым дискурсом Гаутамы Будды до первого продолжительного раскола в Сангхе, который произошёл (по мнению большинства учёных) между Вторым Буддийским собором и Третьим Буддийским собором. Тем не менее, не все ученые разделяют эту точку зрения. Так, профессор Хиракава утверждает, что первый раскол произошёл после смерти царя Ашоки. Профессор Шопен в принципе ставит под вопрос существование некоего «единого буддизма», который потом разделился на секты.
Досектантский буддизм — это буддизм, предшествовавший ранним буддийским школам, созданным через примерно сто лет после Паринирваны Будды. Большинство учёных согласны с тем, что существовало классическое канонизированное собрание текстов, которое сравнительно рано поддерживалось сообществом и передавалось. Это может быть, действительно, буддизм самого Будды, хотя доказательств тому нет. По словам профессора А. К. Уордера, нет никаких оснований полагать, что доктрина раннего буддизма была сформулирована кем-то другим, кроме Будды и его ближайших последователей. Однако профессор Рональд Дэвидсон не уверен в том, что большинство дошедших до нас буддийских писаний — на самом деле слова исторического Будды.